# 大分県道28号森耶馬溪線
大分県道28号森耶馬溪線（おおいたけんどう28ごう もりやばけいせん）は、大分県玖珠郡玖珠町から中津市に至る県道（主要地方道）である。

## 概要
県西部の玖珠郡玖珠町大字森から県北部の中津市耶馬溪町大字柿坂に至る。耶馬日田英彦山国定公園に指定されている景勝地である深耶馬溪を通過しており、沿線には一目八景や錦雲峡のほか、鴨良温泉や耶馬渓ダムなどの観光名所も点在する。
2012年（平成24年）度には中津日田道路耶馬溪山移ICが設置され、耶馬渓町中心部との連絡路の役割も担っている。

### 路線データ
- 起点：大分県玖珠郡玖珠町大字森（国道387号交点）
- 終点：大分県中津市耶馬溪町大字柿坂（柿坂歩道橋交差点、国道212号交点）

## 歴史
- 1993年（平成5年）5月11日 - 建設省から、県道森耶馬渓線が森耶馬渓線として主要地方道に指定される[1]。

## 路線状況
ほぼ2車線でやや狭いが概ね快走路である。一部、玖珠郡玖珠町と中津市の境界付近に2車線未満の狭路部分があり、玖珠町側から走行すると何の予告もなくブラインドカーブの先で中央線が切れて幅員狭小になっている。

### 道路施設

#### 橋梁
- 柿瀬橋（耶馬渓湖、中津市）

#### トンネル
起点から
- 鹿倉トンネル：延長34 m、1951年（昭和26年）竣工、玖珠郡玖珠町
- 錦雲峡トンネル：延長68 m、1980年（昭和55年）竣工、中津市
- 物部トンネル：延長380 m、1983年（昭和58年）竣工、中津市

## 地理

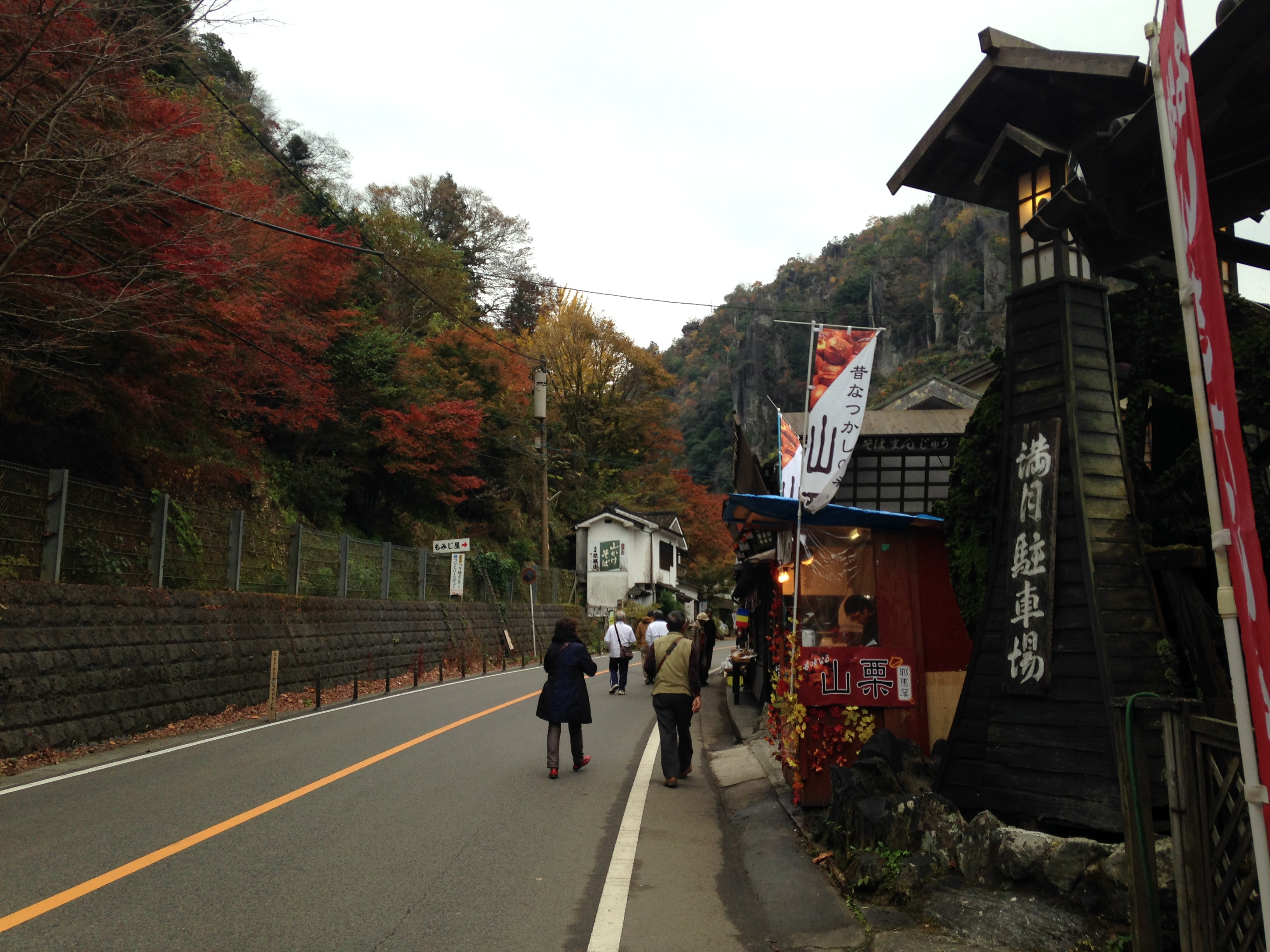
深耶馬溪地区の大分県道28号

### 通過する自治体
- 玖珠郡玖珠町
- 中津市

### 交差する道路
| 交差する道路                                  | 市町村名 | 市町村名 | 交差する場所       | 交差する場所            |
| --------------------------------------------- | -------- | -------- | ------------------ | ----------------------- |
| 国道387号                                     | 玖珠郡   | 玖珠町   | 大字森             | 起点                    |
| 大分県道27号耶馬溪院内線                      | 中津市   | 中津市   | 耶馬溪町大字深耶馬 |                         |
| 耶馬東部広域農道 / メイプルファームロード耶馬 | 中津市   | 中津市   | 耶馬溪町大字山移   |                         |
| 大分県道624号山移大島線                       | 中津市   | 中津市   | 耶馬溪町大字山移   |                         |
| 中津日田道路 / 本耶馬渓耶馬溪道路             | 中津市   | 中津市   | 耶馬溪町大字山移   | 9 耶馬溪山移IC          |
| 国道212号 国道500号 重複                      | 中津市   | 中津市   | 耶馬溪町大字柿坂   | 柿坂歩道橋交差点 / 終点 |

### 沿線
- 深耶馬渓
- 山移郵便局
- 中津市立耶馬溪中学校